# Pärsti
Pärsti è un ex comune dell'Estonia situato nella contea di Viljandimaa, nell'Estonia meridionale; classificato come comune rurale, il centro amministrativo era la località (in estone küla) di Jämejala.
Nel 2013 è confluito, insieme a Paistu, Saarepeedi e Viiratsi, nel nuovo comune rurale di Viljandi.

## Località
Oltre al capoluogo, il centro abitato comprende un borgo (in estone alevik), Ramsi, e altre 25 località.

### Borghi
Ramsi

### Villaggi
Alustre - Heimtali - Jämejala - Kiini - Kiisa - Kingu - Kookla - Laanekuru - Leemeti - Marna - Matapera - Mustivere - Päri - Pärsti - Pinska - Puiatu - Raudna - Rihkama - Savikoti - Sinialliku - Tohvri - Tõrreküla - Turva - Väike-Kõpu - Vanamõisa - Vardi